# Aiguille de Leschaux
A Aiguille de Leschaux é um cume do maciço do Monte Branco que fica entre o glaciar de Leschaux e o glaciar de Triolet do lado francês, e do lado italiano o glaciar de Frebouze.
A vertente sul é a sua via normal.

## Ascensões
- 1872 - Primeira ascensão por Thomas Stuart Kennedy, J.A.G. Marshall, Johann Fischer e Julien Grange, seguindo o lado oriental do glaciar de Frebouze e as arestas este.